# Berberis iliensis
Berberis iliensis là một loài thực vật có hoa trong họ Hoàng mộc. Loài này được Popov mô tả khoa học đầu tiên năm 1936.